# Arienne Mandi
Arienne Mandi (* 8. April 1994 in Los Angeles, Kalifornien, Vereinigte Staaten) ist eine US-amerikanische Schauspielerin. Bekannt durch ihre Rolle als Dani Nunez in The L Word: Generation Q. 

## Leben
Arienne Mandi ist in Los Angeles aufgewachsen. Ihre Mutter ist Chilenin und ihr Vater ist Iraner. Sie besuchte das Santa Monica College. Nach ihrem Abschluss schrieb sie sich bei der University of California ein und studierte dort Schauspiel. Mandi spricht fließend englisch, französisch, spanisch und persisch.

## Filmografie
- 2014: The Interns
- 2014: Matador
- 2015: Between the Lines
- 2015: Navy CIS: L.A.
- 2015: Agent X
- 2017: Escape Artist
- 2017: In the Vault
- 2018: Navy CIS
- 2018: Baja
- 2018: Hawaii Five-0
- 2020: Break Even
- 2019–2023: The L Word: Generation Q[3] (28 Folgen)
- 2022: Love Classified
- 2023: Tatami
- 2025: The Night Agent II